# T. Surányi Anna
T. Surányi Anna (Jászárokszállás, 1947. január 27. –) keramikusművész, ipari formatervező

## Életútja

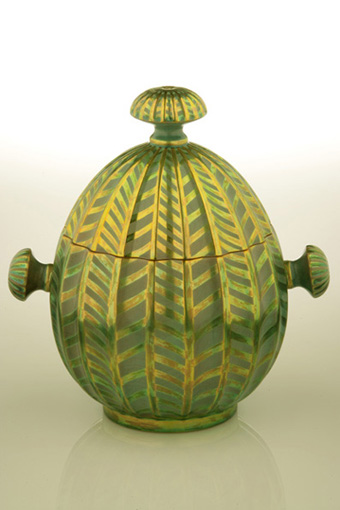
Doboz a Fatime sorozatból, 2002

T. Surányi Anna 1947. január 27-én született Jászárokszálláson, édesanyja Surányi Kálmánné (lánykori nevén Kartach Mária) fotóművész.
1961-1965-ig a Pécsi Művészeti Gimnázium kerámia szakán tanult. 1971-ben a Magyar Iparművészeti Főiskola (MIF) (mai nevén Moholy-Nagy Művészeti Egyetem) porcelán szakán diplomázott, mestere Schrammel Imre keramikus volt.
1971-1973-ig a hódmezővásárhelyi Alföldi Porcelángyár tervezője, 1973-1974-ig a Pécsi Művészeti Gimnázium tanára volt.1977- 2008-ig a pécsi Zsolnay Porcelángyár (mai nevén Zsolnay Porcelánmanufaktúra Zrt.) tervező iparművésze.
Lánya Tari Eszter festőművész.

## Díjai
- 2004 Magyar Formatervezési Díj - oklevél
- 2005 MSZOSZ díj

## Társasági tagságai
- 1971-től a Művészeti Alap, majd a Magyar Alkotóművészek Országos Egyesületének (MAOE) tagja
- 2002-től a Pécs-Baranya Művészeinek Társasága (PBMT) tagja, iparművész alelnöke

## Szimpóziumok, művésztelepek, tanulmányutak
- 1972 Porcelángyár, Kahla, Németország
- 1977 Siklósi Nemzetközi Kerámia Szimpózium
- 1985 lipcsei Nemzetközi Vásár, Németország
- 1994-2003 Hódmezővásárhelyi művésztelep

## Művei közgyűjteményekben
- Bentara Budaya Galéria, Jakarta, Indonézia
- Paksi Képtár, Paks
- Pécsi Művészeti Szakközépiskola, Pécs
- Zsolnay Múzeum, Pécs

## Egyéni kiállításai
| 1989 | Pécsi Kisgaléria, Pécs                               |
|      | Kossuth Filmszínház, Mohács                          |
|      | Gábor Andor Művelődési Központ, Nagyatád             |
| 1990 | Május 1 Művelődési Ház, Komló                        |
|      | Megyei Művelődési Központ, Paks                      |
| 1991 | Tornyai János Múzeum, Hódmezővásárhely               |
| 1992 | József Attila Múzeum, Makó                           |
|      | Móra Ferenc Művelődési Központ, Kiskunfélegyháza     |
| 1994 | Móra Ferenc Múzeum Képtára, Szeged                   |
|      | Pécsi Kisgaléria, Pécs                               |
| 2002 | Pécsi Kisgaléria, Pécs                               |
| 2003 | Paksi Képtár, Paks                                   |
| 2007 | Közép-Jávai Kulturális Központ, Surakarta, Indonézia |
| 2008 | „Leltár” Pécsi Kisgaléria, Pécs                      |
| 2009 | Pécsi Postapalota                                    |

## Válogatott csoportos kiállítások
| 1971                | Kerámia Szimpózium, Pécs                                                  |
| 1972                | Vásárhelyi Őszi Tárlat, Hódmezővásárhely, Tornyai János Múzeum            |
| 1978, ’85, ’87, ’89 | Baranya Megyei Tárlat, Pécsi Galéria, Pécs                                |
| 1983                | A Zsolnay-gyár tervezői, Duna Galéria, Budapest                           |
| 1984                | Nemzetközi Minikerámia Triennálé, Zágráb                                  |
| 1984 -1996          | Országos Kerámia Biennálé, Pécsi Galéria, Pécs                            |
| 1985, 1988          | Országos Szilikátipari Formatervezész Triennálé, Kecskemét                |
| 1986                | Nemzetközi Kerámia Kiállítás, Gualdo Tadino, Olaszország                  |
| 1987                | A Zsolnay-gyár kiállítása, Meißen                                         |
| 1989                | ICSID formatervezési pályázat, Compiégne                                  |
| 1989, 1990          | Formatervezési Verseny, Valencia                                          |
| 1999                | 50 év magyar kerámiaművészete, Magyar Iparművészeti Múzeum, Budapest      |
| 2000                | „A Tárlat”, Pécsi Galéria, Pécs                                           |
| 2002                | 150 éves a Zsolnay, Művészetek és Irodalom Háza, Pécs                     |
|                     | PBMT kiállítás, Zalaegerszeg, Tatabánya, Szekszárd                        |
| 2004                | Zsolnay Jubileumi Kiállítás, Magyar Iparművészeti Múzeum, Budapest        |
|                     | Magyar Formatervezési Díj, Magyar Iparművészeti Múzeum, Budapest          |
| 2005                | „Premiere”, PBMT iparművész tagjainak kiállítása, Árkád Galéria, Budapest |
| 2006                | „Déli híd”, Limes Galéria, Komárom, Szlovákia                             |
|                     | „Találkozások III.” Képcsarnok, Ferenczy-terem, Pécs                      |
| 2007                | „Fényfesztivál”, Művelődési Ház, Kiskassa                                 |
|                     | „Az Ománi Szultán kincsei”, Csukás-ház, Pécs                              |
|                     | „30 éves Jubileumi kiállítás”, Pécsi Galéria, Pécs                        |
|                     | „A Pécsi Művészeti Szakközépiskola 50 éves”, Pécsi Galéria, Pécs          |
|                     | „Európai Kultárils Híd I.” a Westdeutscher Künstlerbund művészeivel, Pécs |
| 2008                | PBMT kiállítás, Nemzeti Felszabadítási Múzeum, Maribor, Szlovénia         |
|                     | „Pécsi Híd-Artisták", Héliosz Galéria, Temesvár, Románia                  |

## Művészi hitvallása
„Elsősorban a forma az, ami fontos számomra.
Pályám kezdetén a hófehér mázas porcelánt szerettem, ebben jelenítettem meg elképzeléseimet. Amióta eozinnal (más néven eosin) foglalkozom, rájöttem a színek és árnyalatok jelentőségére, melyek hangsúlyozzák és kiemelik a formát, a plasztikai díszítéseket. Előszeretettel alkalmazom a fényes-matt felületek játékát. Eleinte zöld eosinban valósítottam meg elképzeléseimet, az utóbbi években különösen vonzónak találom a piros-fekete, lila-bronz, és sárgászöld-kékeszöld színpárokat.
Főleg organikus formákat alkalmazok a természetben rejlő harmónia kifejezésére. Formaterveimet természeti formák tanulmányozása, rajzolása, skiccek készítése előzi meg.
Sok esetben pontos műhelyrajzot készítek a tárgy kivitelezése előtt, de sokszor gipszből faragom ki, vagy porcelánmasszából prima vista készítem el. Egy tárgynak több variációban való elkészítésével gyakran kísérletezem, ez a gyári kötöttségek alól felmentő alkotói szabadságot ad.
Formáimra szívesen tervezek dekorokat, a felvitel technikája kézi festés vagy szórópisztollyal való lefújás. Az első darabokat magam festem meg. Gyakran alkalmazok sgrafitto technikát.”

– T. Surányi Anna, 2005

## Művészetéről
„Surányi Anna munkássága szorosan összeforr a Zsolnay Porcelángyárral, ahol 1977 óta dolgozik tervezőként. A gyári tervezőmunka nemcsak a kereteket adja meg tevékenysége számára, de úgy tűnik, érdeklődését, stílusát alakító tényezővé is vált.
A gyár talán legnépszerűbb technológiája, az eozin egyedi darabokon, dísztárgyakon szerepel, ennél is jelentékenyebb azonban az a csoport, amely fehér porcelánból készült, sorozatgyártásra szánt asztali készleteket, vázákat tartalmaz. Surányi Anna munkáiban állandóan jelenlevő, meghatározó momentum a sorozatgyártás, a variálhatóság igénye. Díszedényei az azonos formák különböző léptékű, gyakran összeilleszthető változatai. Gyári tervezőként a nagy szériák, variálható sorozatok lebegnek szeme előtt  megoldásra váró feladatként.
Tény azonban, hogy a Zsolnay –gyár legnagyobb sikereit nem az új formatervek alapján készült tárgyakkal, hanem a felújításokkal érte el. Nem a gyár speciális problémája, sokkal inkább a hazai viszonyokban keresendő az ok, amely a gyáripar termékeinél sokadlagossá teszi a megformálás esztétikai értékét.
Hogy egy, a kerámiához közel eső példát említsek, az ún. „házgyári konyhaprogram”, amely a házgyári konyhákat igyekezett szép és hasznos tárgyakkal felszerelni, feltehetően nem a résztvevők tehetségén vagy jó szándékúak hiányán bukott meg. A formatervezői munka nem ellensúlyozhatta azt a tényt, hogy a házgyári konyhák olyan szűkre mérik a funkcionalitást, hogy az semmi egyébre nem elegendő, csak az emberi munkaerő „újratermelésére”. Minimális szükségletekre szabott életünknek nem feltétlen velejárója az ipari formatervezés, a  hétköznapok esztétikai minősége.
Ilyen összefüggésben kell látnunk Surányi Anna sorozatgyártásra szánt, de a használatban ki nem csiszolódott edényeit. Tárgyainak erénye az organikus építkezés, a technológia adta lehetőségek kihasználása, a  változatok sokféleségének felkínálása. Olykor azonban a variabilitás a használat rovására megy (pl. annál a sziromszerűen kialakított vázánál, amelyen a lyukak megakadályozzák, hogy élő virágot lehessen elhelyezni benne).
A gyártás és a használat állandó követelményei olyan impulzusokat jelentenének számára, amelyeket ez az érzékeny művész minden bizonnyal haszonnal  építene bele újabb munkáiba. A variációk sokaságából csakis a napi gyakorlat képes kiválasztani a maradandó értékeket.”

– Dr. Kovács Orsolya művészettörténész (Dunántúli Napló, 1989. február 25.)

„A tárgyak plaszticitása, szobrászati megformálása érdekli. Mégis, nem kisplasztikát, hanem vázákat tervez, amelyeknél a felület gazdag tagolása jelenti számára a szobrászi munkát. Ügyel a tömegek arányrendjére, a pozitív-negatív formák váltakozásának egyensúlyára, a megjelenítés könnyedségére. Gyakran fordul a természet világához, egyes vázái kibomló virágkelyheket idéznek. Az igényes tervezésben fontos feladatának tekinti a célszerűséget, a megalkotott tárgy használhatóságát. Figyel a gyár hagyományaira, s ezek szellemében alkot egyéni hangú új műveket. Szívesen tervez összetartozó együtteseket vázákból, dohányzókészletekből. Felhasználja az eozin kínálta felületgazdagító lehetőségeket, a pyrogránit rusztikus anyagát és kézi formálásának sajátosságait.”

– Hárs Éva: Zsolnay (Helikon Kiadó, 1996)

„Porcelántervezőként biztos  szakmai tudással, a gyár technológiai lehetőségeinek figyelembevételével tervezte meg használati edényeit, porcelán és eozin díszműveit, illetve folyamatosan részt vett a már meglévő edénycsaládok bővítésében, az új termékek terveinek adaptálásában, részleteinek kidolgozásában.
Olyan szakmai tudás birtokában dolgozott évtizedeken keresztül a Zsolnay gyárban, amely az ő távozásával eltűnt.
Munkássága évtizedeket ölel fel, amelyekben egymást követték a jelentős átalakulások, mindig új követelményeket támasztva a tervezővel szemben.
Szakmai igényességének és gondosságának köszönhetően rendelkezésére állnak tervező munkájának legfontosabb dokumentumai, amely egyúttal a gyár történetének is egy jelentős periódusát örökítik meg.”

– Dr. Kovács Orsolya művészettörténész (2008)